# Sinn Féin Printing & Publishing Company
 (mai 2025).
Motif : absence de sources depuis sa création en 2019. Notoriété non démontrée. confusion avec le journal ?
- Archive Wikiwix
- Bing
- Cairn
- DuckDuckGo
- E. Universalis
- Gallica
- Google
- G. Books
- G. News
- G. Scholar
- Persée
- Qwant
- (zh) Baidu
- (ru) Yandex
- (wd) trouver des œuvres sur Wikidata

| 1. | Préciser le motif de la pose du bandeau. | Précisez le motif de la pose du bandeau en utilisant la syntaxe suivante : {{admissibilité à vérifier\|date=mai 2025\|motif=remplacez ce texte par le motif}}                                                |
| 2. | Informer les utilisateurs concernés.     | Pensez à avertir le créateur de l'article, par exemple, en insérant le code ci-dessous sur sa page de discussion : {{subst:avertissement admissibilité à vérifier\|Sinn Féin Printing & Publishing Company}} |

 (janvier 2019).
Si vous disposez d'ouvrages ou d'articles de référence ou si vous connaissez des sites web de qualité traitant du thème abordé ici, merci de compléter l'article en donnant les références utiles à sa vérifiabilité et en les liant à la section « Notes et références ».
Pour les articles homonymes, voir Sinn Féin (homonymie).
Sinn Féin Printing & Publishing Company est une entreprise basée à Dublin et fondée par Arthur Griffith, propagandiste en chef du mouvement nationaliste Sinn Féin. Elle a publié et imprimé pendant plusieurs années le journal hebdomadaire influent Sinn Féin. Il a également imprimé et publié très brièvement un quotidien. La société était au bord de la faillite en 1914 quand les autorités britanniques ont décidé de la fermer pour sédition en vertu de la loi sur la défense du royaume.